# Шейх Санан (пьеса)
«Шейх Санан» (азерб. Şeyx Sənan / شیخ صنعان) — стихотворная драма, трагедия в пяти действиях азербайджанского поэта и драматурга Гусейна Джавида о любви мусульманина шейха Санана к грузинке-христианке Хумар. Во имя любви Санан, будучи правоверным мусульманином, признанным учёным разуверяется в исламе, отвергает самые его основы, обвиняет все религии в разъединении людей. Миру слепой веры, мёртвой религиозной догматики шейх Санан, как указывается, противопоставляет мир любви, дружбы, человечности. В драме подытожены те антиклерикальные мысли, которые были высказаны поэтом и в ряде лирических произведений.
Написана была в 1912—1914 годах, в период жизни Джавида в Тифлисе и Нахичевани. В 1915—1916 годы. издавалась в Баку в различных газетах. Как отдельная книга была опубликована в 1917 году издательством газеты «Ачыг сёз». Впервые была поставлена в 1921 году на сцене Государственного театра. В 1926 году пьеса была опубликована Государственным Издательством. Повторно издавалась в 1958, 1975, 1968 годах.
В 50-х годах композитор Фикрет Амиров написал музыку к спектаклю. Так появилась популярная и вне спектакля «Песня слепого араба».

## Сюжет
В центре произведения стоят два образа: Санан и Хумар. Человек высокого интеллекта и моральной чистоты, Санан, получивший духовное образование, проникается глубокими сомнениями в отношении многих установлений религии. Он начинает чуждаться тех, кто верит в религию. Сомнения Санана вызывают гнев окружающих фанатиков, усиливающийся после того, как становится известно о любви Санана и грузинки Хумар — дивной красавицы, явившейся ему во сне и которую после долгих поисков он нашёл в действительности. В Тифлисе он полюбил грузинку и согласен на условия отца девушки — предать огню священный Коран и стать свинопасом.
Ни национальные, ни религиозные предрассудки не могут убить любовь Санана и Хумар, в которой они видят высшее проявление человеческой сущности, они разрушают все преграды на своём пути. Во имя любви Санан окончательно порывает с окружающей средой и отрекается от Корана. Он считает в том, что вера — зло, сеющее раздор между народами, разделяющее людей. Тема идеальной любви противопоставляется в пьесе насилию, фанатизму, предрассудкам. Но в конце концов Санан и Хумар оказываются побеждены в борьбе с окружающим злом. Преследуемые фанатиками, они находят своё спасение в гибели.

## История постановок
Трагедия впервые была поставлена 11 ноября 1921 года на сцене государственного театра в Баку. Впоследствии пьеса ставилась, можно сказать, в каждом театральном сезоне, вплоть до 1932 года.
Режиссёрами-постановщиками спектаклей были Аббас Мирза Шарифзаде, А. А. Иванов, Александр Туганов, А. Г. Рзаев, М. С. Кирманшахлы, а также Рза Дараблы, Исмаил Идаятзаде, Рза Тахмасиб и Алескер Шарифов (режиссёры постановок 1932 года).
13 октября 1957 года Шейх Санан вновь был поставлен на сцене, на сцене Азербайджанского государственного академического драматического театра режиссёрами Адиль Искендеровым и Алескер Шарифовым.
В различным постановках роли в пьесе исполняли такие артисты как Аббас Мирза Шарифзаде, Рза Дараблы, Ульви Раджаб, Марзия Давудова, Кязим Зия, Сидги Рухулла, Исмаил Идаятзаде, Рза Тахмасиб, Бюльбюль, Мовсум Санани, Рза Афганлы, Гамлет Гурбанов, А. Д. Гурбанов и др.

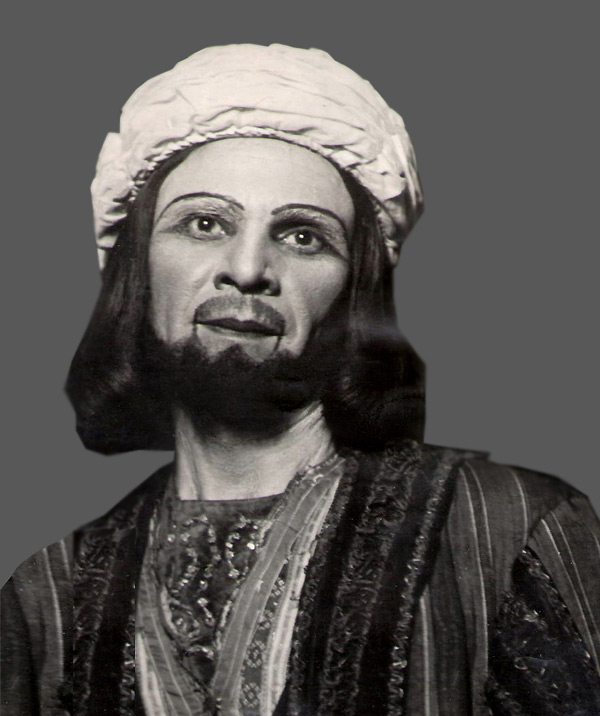
Аббас Мирза Шарифзаде в роли Шейха Санана
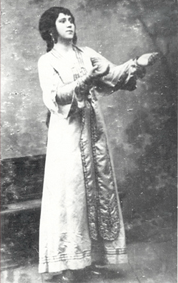
Марзия Давудова в роли Хумар. 1924 год
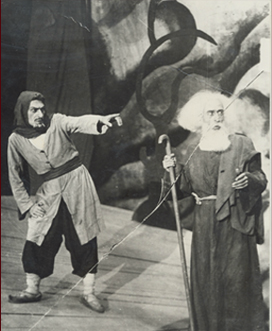
Кязим Зия в роли Дервиша и Ульви Раджаб в роли Санана. 1932 год